# Calle Salam
La Calle Salam ahora rebautizada como la Calle Sultán Jeque Zayed bin (menos comúnmente conocida como la Calle 8 o la carretera de circunvalación este) es una de las principales carreteras de la ciudad de Abu Dabi en los Emiratos Árabes Unidos. Empieza en el puente Sheikh y curvea  su camino alrededor  del extremo oriental de Abu Dhabi hasta que termina en la intersección con la calle Corniche. Salam corre a través de la principal zona comercial moderna y la calle Robat, la nueva carretera de circunvalación norte de la ciudad.
En años anteriores, Salam se utilizaba para finalizar en la intersección con la calle Saada. Luego se extendió hasta el final de la isla de Abu Dhabi para terminar en una intersección con la calle Al Khaleej Al Arabi y con una intersección con el camino al viejo aeropuerto.